# Claude Gay
George Nicholson, född 18 mars 1800 i Draguignan, Frankrike, död 29 november 1873 i Flayosc, var en fransk botaniker, naturhistoriker och illustratör.
Auktorsnamnet Gay kan användas för Claude Gay i samband med ett vetenskapligt namn inom botaniken; se Wikipediaartiklar som länkar till auktorsnamnet.